# 阿達羅尼師今

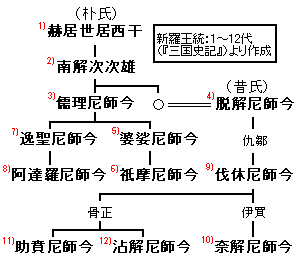
三国史记中的新罗国世系

阿達羅尼師今（？—184年），新羅第8代君主，逸聖尼師今與只珍內禮夫人之長子，妃為祗摩尼師今與愛禮夫人之女內禮夫人，三國時期新羅朴氏君主最後一位。 157年開雞立嶺路，159年再開竹嶺路，又在165年及167年兩度征百濟，將新羅版圖漸漸擴大。 阿達羅尼師今薨，無子（實有一子為朴景輝之先祖朴碧芳），國人立昔脫解與阿孝夫人之孫，昔仇鄒與只珍內禮夫人之子伐休尼師今（阿達羅王同母異父之弟）為君主。
《三国史记》称阿達羅尼師今三十一年（184年），阿達羅薨，無子，國人立昔伐休为王，即伐休尼師今。但是在孝恭王十六年（912年），神德王朴景暉即位，他是阿達羅王遠孫。包括神德王的儿子景明王、景哀王都是他的后裔。后代朴氏族谱称朴奈音是阿達羅王的義孫，是神德王的二十三代祖父。

## 治世
- 154年，任继元为伊飡。155年，任兴宣为一吉飡。
- 156年，设立鸡立岭路。157年，设立甘勿县、马山县。158年，设立竹岭路。
- 165年，阿飡吉宣谋划反叛，事迹败露后害怕被杀，便逃到百济。阿达罗向百济王要人不得，便攻百济。百济守城不出，新罗军粮尽而归。
- 167年，百济攻破新罗西部两座城池，俘获千余人民。后阿达罗命一吉飡兴宣领兵两万击之，又亲自率八千骑兵，到达汉江。百济很害怕，便于新罗和平。
- 168年，伊飡继元去世，兴宣接任。170年，百济侵略边境。172年，任仇道为波珍飡、仇须兮为一吉飡。
- 173年，倭国女王卑弥呼遣使来聘问。
- 184年，阿达罗尼师今去世，国人立昔脱解子仇邹之子伐休尼师今为君主。

## 家庭
- 祖母：伊利生夫人
- 父：逸圣尼师今
- 母：支所禮王女
- 妻：内礼夫人朴氏（祗摩尼师今之女）
- 儿子：朴碧芳，世系为朴碧芳→朴武英→朴判得→朴光钦→朴美一→朴乃物→朴相建→朴仁烨→朴启辅→朴明信→朴贞环→朴露兼→朴楠善→朴金山→朴应瓒→朴德兴→朴大宁→朴尼淳→朴隆钊→朴之坤→朴成顺→朴锐谦→神德王朴景晖→景明王朴昇英、景哀王朴魏膺兄弟

## 外部連結
1. ↑  《三国史记》2卷 新羅本紀2
2. ↑  《三国史记》12卷 新羅本紀12